# Benjamín Duarte Jiménez
Benjamín Duarte Jiménez, (Caonao, Cienfuegos, Cuba 10 de mayo de 1900 - 10 de julio de 1974) es un artista autodidacta cubano.

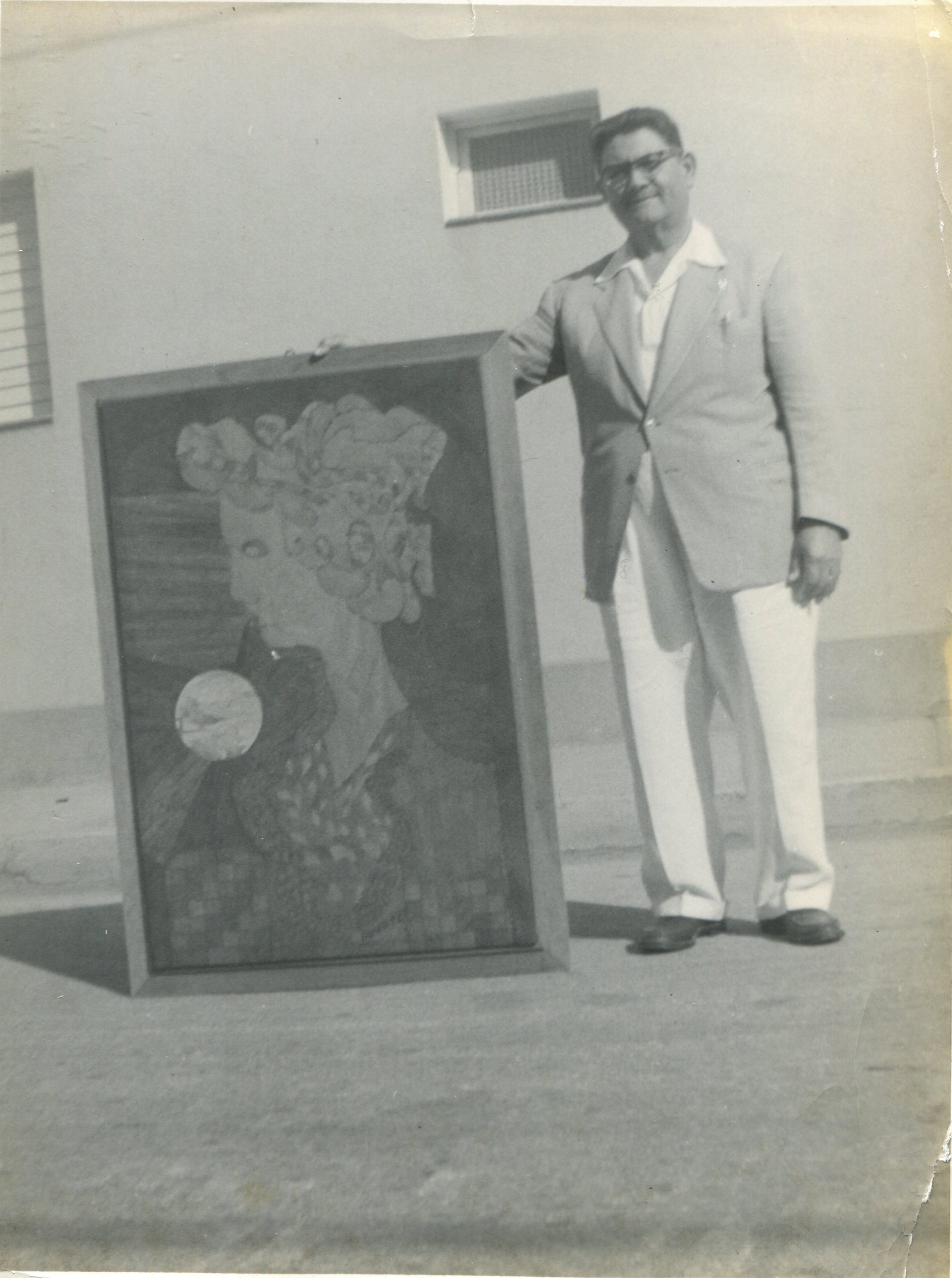
El pintor exhibiendo su obra en una calle de su natal Cienfuegos.

## Exposiciones individuales
- 1954 Galería La Rampa, La Habana, Cuba
- 1969 Galería de La Habana, Cuba
- 1969 Galería de Arte, Sopot, Polonia

## Exposiciones colectivas
- 1961 Galerie Du Dragon/ Galerie Weiller, París, Francia
- 1970 Salón 70, Museo Nacional de Bellas Artes, La Habana, Cuba
- 1972-1973 Copenhague, Dinamarca/ Belgrado, Yugoslavia/Museo Pushkin, Moscú/ III Trienal de Arte Insito (Naif)
- 1976 Museo del Palacio de Bellas Artes, México

## Obras en colección
- Museo Nacional de Bellas Artes, La Habana, Cuba
- Unión de Escritores y Artistas de Cuba (UNEAC), Cuba

- Datos: Q5726065
- Multimedia: Benjamín Duarte Jiménez / Q5726065